# Calcio Femminile Acese
L'Associazione Sportiva Dilettantistica Calcio Femminile Acese, meglio nota come Acese, è stata una società di calcio femminile con sede nella città di Aci Sant'Antonio. I colori sociali sono il giallo e il blu e disputava le partite casalinghe allo stadio comunale di Aci Sant'Antonio. Nel 2015 ha vinto il girone D del campionato di Serie B, venendo promossa in Serie A. A pochi giorni dall'inizio della stagione di Serie A 2015-2016 ha rinunciato alla partecipazione, rimanendo inattiva.

## Storia
Il club venne fondato nel 2003 e iscritto ai campionati regionali della Serie C siciliana. Al termine della stagione 2010-2011 vinse il campionato di Serie C e venne promossa in Serie A2, l'allora secondo livello del campionato italiano femminile di calcio.
Alla sua prima stagione nei campionati nazionali, venne inserita nel girone D della Serie A2 riservato alle società del centro-sud Italia, piazzandosi al quinto posto con 30 punti conquistati e garantendosi la permanenza nella categoria. La stagione 2012-2013 la vide sempre più protagonista, riuscendo a conquistare la terza posizione dietro, rispettivamente, a Res Roma e Pink Sport Time. Questo è anche l'ultimo campionato di Serie A2 che, su disposizione degli ordini federali, venne soppresso e rinominato Serie B, così che l'Acese venne iscritta in Serie B.
La stagione 2013-2014 confermò i risultati della stagione precedente, con la squadra che concluse il campionato nuovamente al terzo posto dietro alla Pink Sport Time e alla Roma. È proprio con quest'ultima che la stagione successiva si avvicendò al primo posto, riuscendo a superarla nel girone di ritorno e distanziandola al termine di 13 punti, concludendo il girone con il primo posto a 74 punti, imbattuta, frutto di 24 vittorie e due pareggi su 26 incontri disputati, e conquistando così una storica promozione in Serie A.
Tuttavia, il 16 settembre 2015, poco prima dell'inizio della stagione 2015-2016, comunicò la sua rinuncia all'iscrizione alla Serie A, svincolando tutte le calciatrici della rosa e rimanendo inattiva. Nell'ottobre 2017 la FIGC ha comunicato la decadenza dell'affiliazione dell'A.S.D. C.F. Acese.

## Palmarès

### Competizioni nazionali
- Campionato italiano di Serie B: 1

2014-2015

### Altri piazzamenti
- Serie C: 1

2010-2011
- Coppa Sicilia: 1

2010-2011

## Statistiche

### Partecipazione ai campionati
| Livello | Categoria | Partecipazioni | Debutto   | Ultima stagione | Totale |
| ------- | --------- | -------------- | --------- | --------------- | ------ |
| 2º      | Serie A2  | 2              | 2011-2012 | 2012-2013       | 4      |
| 2º      | Serie B   | 2              | 2013-2014 | 2014-2015       | 4      |

## Organico

### Rosa 2015-2016
Rosa delle giocatrici che hanno fatto la preparazione per la stagione 2015-2016.
| N. |                    | Ruolo | Calciatrice      |
| -- | ------------------ | ----- | ---------------- |
|    | Romania (bandiera) | P     | Sabina Radu      |
|    | Italia (bandiera)  | P     | Agata Sciacca    |
|    | Italia (bandiera)  | D     | Eleonora Cunsolo |
|    | Italia (bandiera)  | D     | Antonella Morra  |
|    | Italia (bandiera)  | D     | Grazia Napoli    |
|    | Italia (bandiera)  | D     | Marilina Orlando |
|    | Italia (bandiera)  | D     | Francesca Soro   |
|    | Italia (bandiera)  | C     | Eleonora Prost   |
|    | Italia (bandiera)  | C     | Roberta Giuliano |

| N. |                   | Ruolo | Calciatrice         |
| -- | ----------------- | ----- | ------------------- |
|    | Italia (bandiera) | C     | Clara Lazzara       |
|    | Italia (bandiera) | C     | Antonella Marrone   |
|    | Italia (bandiera) | C     | Gabriella Settecasi |
|    | Italia (bandiera) | A     | Giuseppa Bassano    |
|    | Italia (bandiera) | A     | Melinda Parlato     |
|    | Italia (bandiera) | A     | Azzurra Perotti     |
|    | Italia (bandiera) | A     | Jenny Piro          |
|    | Italia (bandiera) | A     | Veronica Privitera  |
|    | Italia (bandiera) | A     | Alison Rigaglia     |